# Armisticio de San Juan

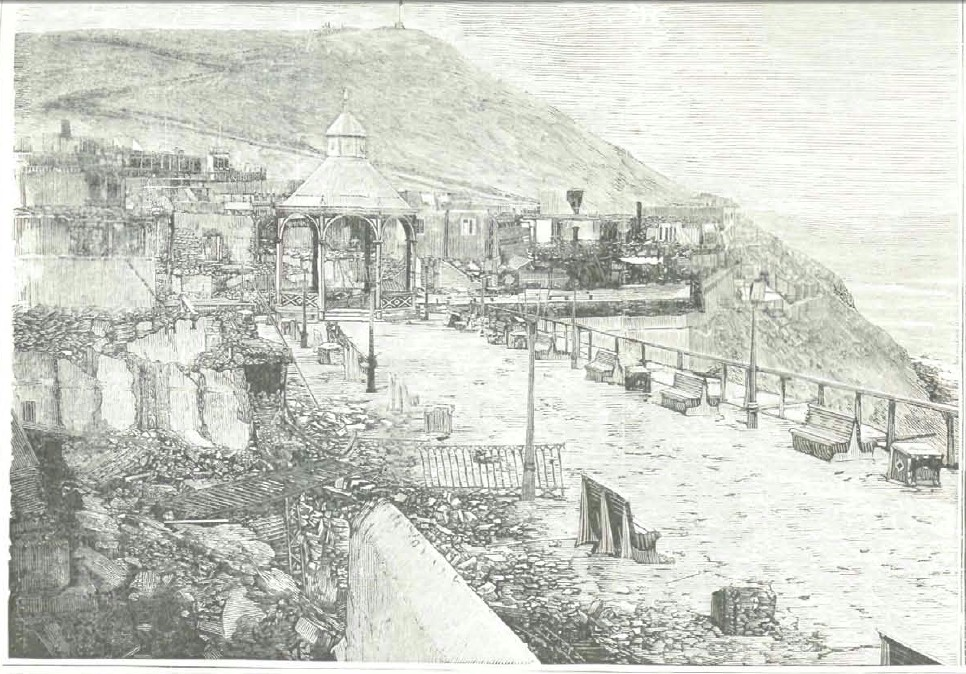
Al final de la Batalla de San Juan y Chorrillos, tras haber sido expulsadas de los cerros Pamplona, de San Juan, de Santa Teresa y del Morro Solar, las tropas peruanas se atrincheraron en Chorrillos, el lujoso balneario de la aristocracia limeña, que fue cañoneado e incendiado por el ejército y la armada de Chile. Finalmente se luchó casa por casa en él. El balneario fue totalmente destruido. Las fuerzas peruanas retrocedieron hasta la línea de Miraflores, la segunda línea peruana de defensa de Lima.

El armisticio de San Juan fue un fallido acuerdo verbal inconcluso de alto el fuego entre las fuerzas chilenas y peruanas iniciado el 15 de enero de 1881 tras la derrota de las segundas en la Batalla de Chorrillos, durante la Campaña de Lima de la Guerra del Pacífico. A causa de un incidente no aclarado, ese mismo día, horas apenas de la primera reunión, se reiniciaron las hostilidades que fueron el comienzo de la Batalla de Miraflores que selló la suerte de la campaña con la ocupación de Lima por las fuerzas chilenas el 17 de enero de 1881.
Fue, tras la Mediación de Lavalle y la Conferencia de Arica, la tercera oportunidad en que Chile y Perú intentaron un acuerdo pacífico para evitar o finalizar la guerra.

## Posiciones militares peruanas y chilenas
La línea peruana de defensa de Miraflores estaba aún intacta y según Bulnes recibía refuerzos desde Lima y Callao, además de los remanentes de la batalla anterior. La división Lynch pasó la noche entre Chorrillos y Santa Teresa, la división Lagos quedó tras la batalla al norte de Chorrillos y la división Sotomayor en el camino de San Juan a Lima.

## Primera reunión
En la mañana del 11 de enero el ministro de guerra en campaña José Francisco Vergara envió a su secretario Isidoro Errázuriz en compañía del coronel Miguel Iglesias a dialogar con Nicolás de Piérola para evitar otro derramamiento de sangre. Errázuriz fue impedido de pasar, pero Iglesias pudo hablar con Piérola, quien contestó que solo negociaría con ministros debidamente autorizados.: 667–668 
Tras esa respuesta, Manuel Baquedano, jefe del ejército chileno, ordenó preparar la continuación de la batalla al día siguiente.
Sin embargo, el intento de Vergara fue seguido con atención por el cuerpo diplomático de Lima, compuesto en lo que a este caso se refiere, por el ministro plenipotenciario de El Salvador, Jorge de Tezanos Pinto, decano por antigüedad y representante de varias naciones en Lima. Primero hablaron con los representantes peruanos y luego solicitaron una cita con Baquedano, quien, en vista de lo avanzado de la noche, se las dio para el día siguiente.
La reunión se efectuó el día 15 con asistencia de los representantes M. de Vorges de Francia, Spencer Saint John de Gran Bretaña y de Tezanos Pinto. Por parte de Chile concurrieron Baquedano, Eulogio Altamirano Aracena, Vergara y Guillermo Lira que tenían los poderes requeridos y además estuvo presente Joaquín Godoy quien había sido el ministro plenipotenciario de Chile en Perú antes de la guerra.
Los diplomáticos pidieron un alto del fuego para encontrar bases para la paz y en caso de no lograrlo exigían garantías tanto para las personas como para los bienes materiales de los sectores de la población que eran neutrales con respecto a la guerra. Baquedano exigió la entrega incondicional del puerto de El Callao.: 679–680 
Baquedano acordó abrir fuego hasta saber los resultados de las gestiones. 
Según Basadre en el campamento peruano existía pesimismo sobre la continuación de la batalla y que así le fue comunicado al dictador.
Mientras el jefe chileno con su estado mayor se encontraba practicando reconocimientos en el terreno e inspeccionando los movimientos de las tropas chilenas y peruanas,: 681  las fuerzas peruanas, al interpretar que estos movimientos eran el inicio de un ataque, rompieron el fuego cerca de las 11:30 h, lo que desencadenó la batalla y posteriormente el bombardeo de los buques chilenos sobre Miraflores, donde Piérola se encontraba recibiendo a los extranjeros Tezanos Pinto, De Vorges, Saint John, Sterling (jefe de las naves británicas) y al almirante Petit Thouars y revisando las condiciones pedidas por Baquedano.
El teniente francés E. de León, agregado como observador neutral al Estado Mayor chileno, dio en sus Memorias la siguiente explicación:

Creemos que, como suele ocurrir generalmente en la guerra, la batalla se empeñó de un modo casual. El general Baquedano cometió la ligereza de acercarse a las líneas enemigas; uno de los generales se lo estaba advirtiendo en ese momento. La vista del numeroso grupo de oficiales debió tentar a algunos soldados o quién sabe si éstos pensaron que aquello era un ataque.
Teniente E. de León, agregado al Estado Mayor chileno